# Der Seewolf (1993)
Der Seewolf ist ein US-amerikanischer, für das Fernsehen produzierter Abenteuerfilm aus dem Jahr 1993 nach dem gleichnamigen Roman von Jack London. Die Hauptrollen spielten Charles Bronson und Christopher Reeve.

## Handlung
Der Aristokrat Humphrey Van Weyden befindet sich auf der Überfahrt nach San Francisco. Abends, in dichtem Nebel, wird das Fährschiff von einem unbekannten Dampfer gerammt und sinkt.
Van Weyden und die junge Flaxen Brewster, die er auf der Fähre kennengelernt hat, treiben ab und werden schließlich vom auslaufenden Robbenfänger Ghost aufgefischt. Wolf Larsen, der Kapitän, behält die beiden kurzerhand an Bord, da ihm gerade ein Mann ausgefallen ist und er ohnehin nicht bereit gewesen wäre, wegen einer solchen „Lappalie“ umzukehren. Larsen ist ein rauer Mann mit enormer körperlicher Kraft, der seine Mannschaft gnadenlos schikaniert. Gleichzeitig ist er sehr intelligent und lebt nach einer kompromisslosen darwinistischen Philosophie: „Wer leben will, muss sich das Recht dazu erkämpfen.“

Es amüsiert ihn zuzusehen, wie der schöngeistige Van Weyden sich mit harter körperlicher Arbeit sein tägliches Brot verdienen muss und dabei vor allem vom schmierigen Schiffskoch Mugridge gedemütigt wird.
Der Alltag an Bord ist geprägt von rauen Sitten und brutaler Disziplin.
Als Mugridge sich an Flaxen vergreifen will, schlägt Van Weyden erstmals zurück, die harte Arbeit und der raue Alltag beginnen ihn zu verändern. Er ist nun, nach Larsens Philosophie, in der Nahrungskette ein Stück aufgestiegen.
Eines Tages eskaliert die Situation: Mugridge wollte sich bei Larsen einschmeicheln, indem er ihm von einigen Lästerungen seitens der Matrosen George Leach, in den Flaxen sich verliebt hat, und Johnson erzählt. Larsen bestraft die beiden und macht sich danach einen Spaß, indem er Mugridge als Verräter bloßstellt, der dafür von der aufgebrachten Mannschaft kielgeholt wird. Dabei wird ihm von einem Hai ein Bein abgebissen.
Im Laufe der Zeit kommt es zwischen Van Weyden und Larsen zu einer Art Vertrauensverhältnis. Larsen zeigt ihm unter anderem eine Erfindung, mit der die Navigation auf See zu einem Kinderspiel wird. Gemäß seiner Lebenseinstellung sieht er darin aber nicht einen Dienst an der Menschheit, sondern eine Möglichkeit, ein Vermögen zu machen. Zu dieser Zeit bemerkt Van Weyden auch, dass Larsen anscheinend an einer schweren Krankheit leidet. Immer wieder wird er von heftigen Kopfschmerzen in Verbindung mit zeitweisem Erblinden geplagt. Larsen führt dies auf einen Vorfall in seiner Jugend zurück, als ihm sein älterer Bruder, der ebenfalls Kapitän eines Robbenfängers ist, eine Bierflasche auf dem Schädel zertrümmert hat.
Larsen verfolgt einen Plan. Er hat jede Menge Waffen und Munition an Bord gebracht, um seinem Bruder den Kurs abzuschneiden und ihm die erbeuteten Robbenfelle abzujagen. Inzwischen häufen sich seine Anfälle, und die Blindheit dauert jedes Mal länger an. In derselben Nacht beschließen Van Weyden und Flaxen zu fliehen. Sie stehlen eines der Fangboote und rudern, in der Hoffnung, auf Land zu stoßen, in die Nacht hinaus.
Nach mehreren Tagen auf See sind ihre Vorräte aufgebraucht. In dichtem Nebel haben sie die Orientierung verloren, bis sie in der Ferne Schüsse und den Knall einer Kanone hören. Wolf Larsen hat seinen verhassten Bruder aufgespürt. Trotz der Gefahr rudern sie in die Richtung, aus der die inzwischen verebbten Kampfgeräusche gekommen sind.
Bei Einbruch der Dunkelheit stoßen sie auf die leckgeschossene und sinkende Ghost. Van Weyden geht an Bord, um neue Vorräte zu beschaffen, und entdeckt Larsen, vollkommen erblindet, im Lagerraum angekettet. Seine Mannschaft hat gemeutert und ihn dem Tod überlassen. Van Weyden befreit ihn, Larsen hat jedoch gar nicht die Absicht, sein Schiff aufzugeben. Er will im Gegenteil Van Weyden bei sich behalten, um ihm zu demonstrieren, dass er selbst jetzt noch Macht über ihn hat.
Flaxen, die Van Weyden gefolgt ist, kann Larsen doch noch überzeugen, ihn gehen zu lassen. Sie kehren zurück auf ihr Ruderboot und steuern mit Hilfe von Larsens Navigationsgerät in Richtung Küste. Wolf Larsen selbst versinkt mit seinem Schiff in den Tiefen des Meeres.

## Sonstiges
- Für die Szene, in der die Fähre von einem unbekannten Dampfer gerammt wird, wurde nachcoloriertes Filmmaterial aus der gleichnamigen Verfilmung von 1941 verwendet.

## DVD-Veröffentlichung
- The Sea Wolf – Ein Mann, hart und rauh wie die See, 25. Oktober 1999, EMS DVD